# 陳嘉策
陳嘉策（1546年—？），字與偕，號葵心，福建泉州府晉江縣人，軍籍，明朝政治人物。

## 生平
萬曆元年（1573年）癸酉科福建鄉試第四十九名。萬曆二年（1574年）甲戌科進士。授直隶绩溪县知县，升大理寺評事，萬曆十七年（1589年）官廣西梧州府知府。

## 家族
曾祖父陳信；祖父陳治溥；父陳元。母馬氏。慈侍下。